# Ayako Wakao
Ayako Wakao (若尾 文子?) (Tokyo, 8 novembre 1933) è un'attrice giapponese.

## Biografia
Messa sotto contratto dalla Daiei Studios nel 1951, è famosa per i suoi film in collaborazione con Yasuzō Masumura. È apparsa in oltre 160 film dal 1952, fra cui ci sono anche apparizioni come registi piuttosto famosi come Kōzō Saeki.

## Filmografia parziale

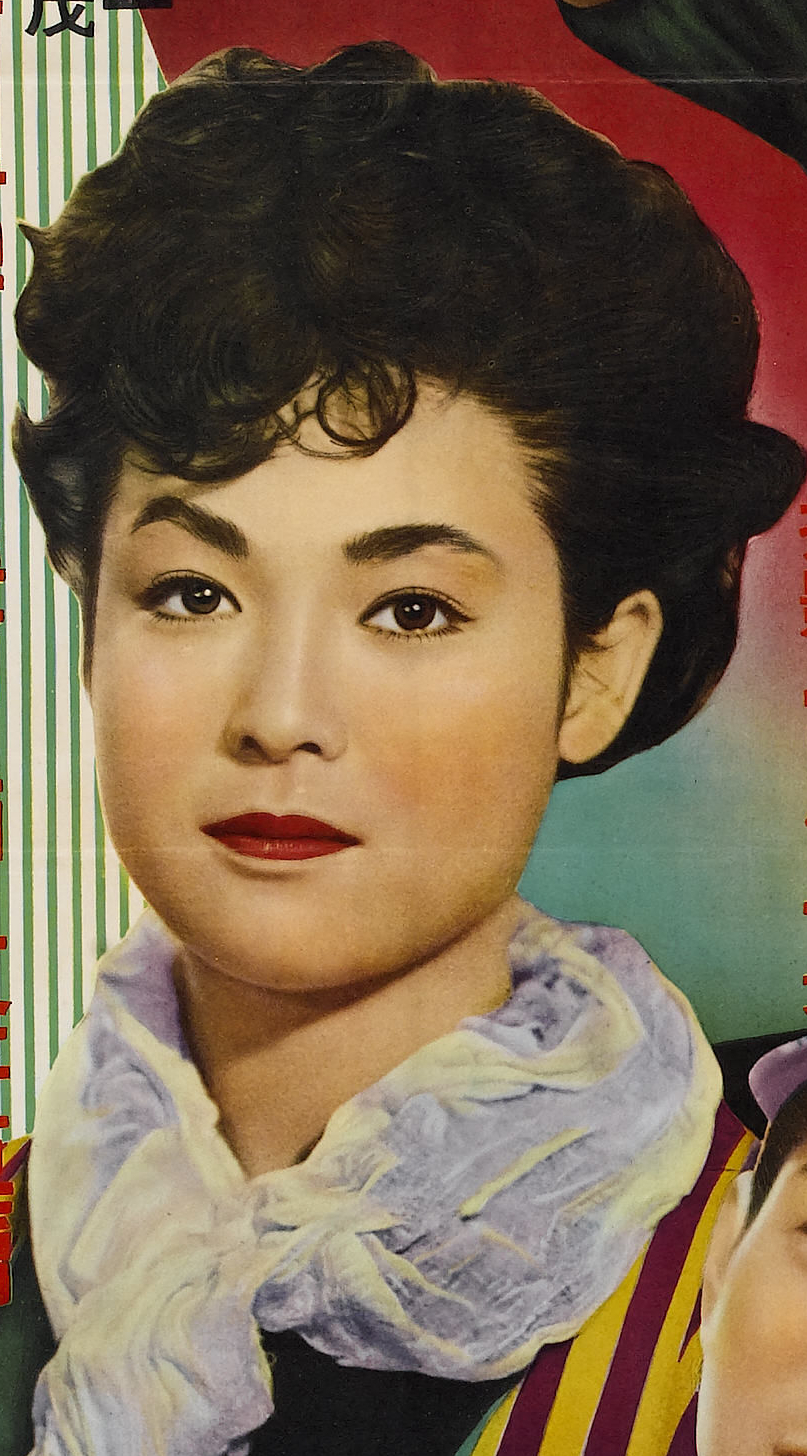
Ayako Wakao nel poster del film del 1956 La strada della vergogna

### Cinema
- Mōjū tsukai no shōjo, regia di Kōzō Saeki (1952)

- Jūdai no Yūwaku, regia di Seiji Hisamatsu (1953)
- La musica di Gion (Gion bayashi), regia di Kenji Mizoguchi (1953)
- Maboroshi no uma, regia di Kôji Shima (1955)
- La strada della vergogna (Akasen chitai ), regia di Kenji Mizoguchi (1956)
- Tsuma koso waga inochi, regia di Kōzō Saeki (1957)
- Chûshingura, regia di Kunio Watanabe (1958)
- Erbe fluttuanti (Ukikusa), regia di Yasujirō Ozu (1959)
- Nise daigakusei, regia di Yasuzō Masumura (1960)
- Jokyô, regia di Kon Ichikawa, Yasuzō Masumura e Kôzaburô Yoshimura (1960)
- Tsuma wa kokuhaku suru, regia di Yasuzō Masumura (1961)
- Yukinojô henge, regia di Kon Ichikawa (1963)
- La casa degli amori particolari (Manji), regia di Yasuzō Masumura (1964)
- Irezumi, regia di Yasuzō Masumura (1966)
- Nuda per un pugno di eroi (Akai tenshi), regia di Yasuzō Masumura (1966)

### Televisione
- Ohisama - serie TV, episodi 1x1 (2011)